# Igor Štimac
Igor Štimac, hrvaški nogometaš in trener, * 6. september 1967, Metković, SR Hrvaška, SFR Jugoslavija.
Igral je kot sredinski branilec. Trenutno je upravitelj indijske nogometne reprezentance. V igralski karieri je Štimac trikrat igral s splitskim Hajdukom, igral pa je tudi za španski Cádiz ter za angleški Derby County in West Ham United. Hrvaško reprezentanco je zastopal 53-krat, igral je na Euru 1996 in na svetovnem prvenstvu leta 1998, ko je Hrvaška zasedla tretje mesto. Zastopal je tudi Jugoslavijo, ko so leta 1987 zmagali na svetovnem mladinskem prvenstvu FIFA.
Štimac je bil menedžer hrvaške reprezentance od leta 2012 do 2013. 15. maja 2019 je bil Štimac z dveletno pogodbo imenovan za glavnega trenerja indijske reprezentance.